# Córrego Macaúba
O córrego Macaúba é um córrego brasileiro do estado de São Paulo.
É o maior aluente do córrego Macaubinha e tem 4 km de extensão.
Nasce na cidade de Mirassolândia, onde passa pela zona rural, e em seguida entra no bairro Macaúba, onde se encontra com o córrego Macaubinha.
Outra possibilidade é que ele nasça na cidade de Ipiguá, porém não correria mais que 600 metros se essa hipótese fosse verídica.
Recebe como afluentes alguns riachos e córregos de pequeno porte pouco antes de desaguar no Macaubinha.
Tem mata ciliar adequada e não recebe esgoto.